# Lepidodexia sheldoni
Lepidodexia sheldoni is een vliegensoort uit de familie van de dambordvliegen (Sarcophagidae). De wetenschappelijke naam van de soort is voor het eerst geldig gepubliceerd in 1898 door Daniel William Coquillett.